# Reggenza delle Isole Konawe
La reggenza delle Isole Konawe (in indonesiano: Kabupaten Konawe Kepulauan) è una reggenza dell'Indonesia, situata nella provincia di Sulawesi Sudorientale.